# Chyżny (dopływ Jasiołki)
Chyżny (też: Hyżny) – niewielki potok w grupie Jawornika w Beskidzie Niskim, prawobrzeżny dopływ Jasiołki. Długość ok. 7,8 km.
Źródła na wysokości ok. 700–710 m n.p.m., na północnych stokach masywu Kanfiniarki i południowo-zachodnich Jawornika. Spływa początkowo w kierunku północno-zachodnim, a następnie zatacza szeroki łuk w lewo wokół góry Bania Szklarska i dalej płynie na południe. Poniżej nieistniejącej wsi Szklary robi dwa duże meandry, po czym na wysokości ok. 432 m n.p.m. na terenie Jaślisk uchodzi do Jasiołki.
Hydronim ten pochodzi od słowa chyża tj. chałupa (nazwa może oznaczać potok płynący między domami). Właściwy kształt graficzny nazwy powinien więc wyglądać „Chyżny”, a nie „Hyżny” lub „Hyżna”, jak oznaczono ten potok [na mapach]. 
Nazwa potoku wzmiankowana była już na początku XVI w.: w 1527 r. biskup przemyski Andrzej Krzycki wydał przywilej lokacyjny wsi Szklary nad potokiem zwanym Chyzne, pozwalając sołtysowi wybudować młyn z sadzawkami na tymże potoku. Z czasem nazwa zaczęła pojawiać się w formie Hyżny, początkowo na mapach wojskowych, później topograficznych (na mapie 1:50 000 z lat 70. XX w. dodatkowo zniekształcona do formy Wyżny). Za nimi utrwalił się m.in. na mapach turystycznych, i w przewodnikach turystycznych. Również aktualny „Słownik historyczno-geograficzny ziem polskich w średniowieczu” Instytutu Historii PAN podaje: „HYŻNY (1527 Chyzne) potok, prawy dopływ Jasiołki (...)”. Nowsze mapy wracają do formy Chyżny – zapewne w oparciu o wywód W. Krukara przytoczony wyżej.